# Оуэн, Джек (футболист)
Джон (Джек) О́уэн (англ. John "Jack" Owen) — валлийский футболист, хавбек.
Родился в Черке, Уэльс. Выступал за местный футбольный клуб «Черк». В 1887 году выиграл Кубок Уэльса. В октябре 1887 года перешёл в английский «Ньютон Хит» вместе со своим старшим братом Уильямом Оуэном (два года спустя к ним присоединился Джордж Оуэн).
За шесть сезонов в составе «Ньютон Хит» Джек Оуэн забил 6 голов в 90 матчах, после чего уступил место в основе команды Фреду Эренцу. Также он сыграл 1 матч за сборную Уэльса: это произошло 5 марта 1892 года, когда валлийцы уступили англичанам со счётом 0:2.